# 原昌俊
原 昌俊（はら まさとし、生年未詳 - 天文18年5月1日（1549年5月27日））は、戦国時代の武将。甲斐武田氏の家臣で、譜代家老衆。原隼人佑家の祖。別名に国房、胤元。加賀守。子に昌胤。

## 生涯
昌俊の事績は一切が『甲陽軍鑑』により確実な文書において確認がされず、諱も「昌俊」とされるが確証はない。武田家においては美濃土岐氏の庶流といわれる譜代家老原氏のほか下総国千葉氏の一族原氏の出自とされる足軽大将の原虎胤・横田康景の一族がいるが、両者の関係は不明。
『甲陽軍鑑』によれば、昌俊は甲斐国高畠郷（山梨県甲府市）を領し、武田信虎・晴信（信玄）の2代に仕えたという。合戦では陣形やその陣を敷くための場所を決定したり、戦況報告を行なう陣馬奉行を務めていた。信虎、信玄からの評価も高く、『甲陽軍鑑』によれば、信虎は追放された後今川義元に「武田家中の弓矢巧者」として、板垣信方、甘利虎泰、飯富虎昌、小山田昌辰、諸角虎定とともに原昌俊の名前を挙げている（足軽大将では横田高松、原虎胤、多田満頼、小幡虎盛の名前も挙げている）。
天文18年（1549年）、死去。家督は原昌胤（隼人佐）が継ぎ、陣馬奉行の職も継いだという。

## 関連作品
- 武田信玄（1988年、NHK大河ドラマ、演：小林克也）